# Афония
Афония (от др.-греч. ἀ- — отрицательная частица и φωνή — звук) — полное отсутствие голоса. Больной говорит  шёпотом различной громкости и внятности. При попытках фонации на кашле появляется громкий звук голоса (в отличие от органических нарушений). При этом напрягаются мышцы шеи, гортани, брюшного пресса, краснеет лицо. Возникновение на кашле громкого голоса является важным методом диагностики функциональных расстройств голоса.
Гипотонусная дисфония (афония)  обусловлена, как правило, двусторонними миопатическими парезами, т. е. парезами внутренних мышц гортани. Они возникают при некоторых инфекциях (ОРВИ, гриппе, дифтерии), а также при сильном перенапряжении голоса. Страдают мышцы, суживающие голосовые складки. При функциональных нарушениях внутренних мышц гортани повреждение затрагивает одну мышцу, чаще одну пару мышц (поскольку почти все они парные). При гипотонусе голосовые складки в момент фонации полностью не смыкаются, между ними остается щель, форма которой зависит от того, какая пара мышц страдает. Патология голоса может проявляться от легкой осиплости до афонии с явлениями голосового утомления, напряжения и боли в мышцах шеи, затылка и грудной клетки.
Гипертонусные (спастические) нарушения голоса связаны с повышением тонуса гортанных мышц.

## Причины афонии
Таких причин много и они крайне разнообразны, причем в происхождении голосовых расстройств эти причины играют далеко не однозначную роль. Наиболее распространенные из них:
• заболевания и травматические повреждения гортани и голосовых связок;
• нарушения в функционировании резонаторной системы;
• болезни органов дыхания (легких, бронхов, трахеи);
• заболевания сердца и сердечно-сосудистой системы;
• эндокринные расстройства (в частности, заболевания щитовидной железы);
• нарушения слуха, затрудняющие общую «настройку» голосообразующего аппарата ввиду отсутствия или недостаточности слухового контроля;
• длительное курение;
• систематическое употребление алкоголя;
• воздействие ядохимикатов;
• частое пребывание в пыльных помещениях;
• систематическое перенапряжение голоса, особенно при неправильном пользовании им;
• резкие температурные колебания (в частности, питье холодной воды и особенно холодного молока и соков в разгоряченном состоянии);
• психические травмы.
Все названные здесь причины голосовых расстройств условно принято делить на органические и функциональные. К органическим относятся те из них, которые вызывают изменение анатомического строения голосового аппарата в его периферическом или центральном отделах. Действие функциональных причин не вызывает видимых изменений в строении голосового аппарата, а лишь нарушает его нормальное функционирование.
1. Органические:
  1. Периферические (хронические ларингиты, опухоли голосового аппарата);
  2. Центральные (парезы и параличи гортани и голосовых складок).
2. Функциональные:
  1. Периферические (острый ларингит, неправильная постановка голоса, несоблюдение голосового режима);
  2. Центральные (психические травмы).[2]

## Виды афонии
1.     Паралитическая афония развивается при дисфункции нижнего гортанного нерва, который травмируется во время операций на органах шеи или поражается при инфекционной интоксикации. Причиной патологии также являются хронические заболевания нервной системы — сирингомиелия, сирингобульбия.
2.     Истинная афония возникает при поражении гортани, препятствующему надлежащему смыканию и достаточной вибрации связок. Острый или хронический ларингит, паралич гортанных мышц, новообразования — причины подобных изменений.
3.     Функциональная афония — отсутствие голоса, обусловленное функциональной недостаточностью голосовых мышц центрального происхождения. На истерическом невротическом фоне при наличии сильного эмоционального стресса возникает очаг запредельного торможения в центральной нервной системе, в результате чего нарушается регуляция процесса голосообразования со стороны коры головного мозга, прекращается подача нервных импульсов определенной частоты к голосовым складкам. При этом часто диагностируется паралич возвратного нерва (функциональный, истерический), а также дряблость, слабость мышц гортани. Голос может появиться неожиданно на фоне эмоциональной лабильности, исчезновения истерических реакций. В других случаях происходит закрепление патологического рефлекса голосообразования и стойкая афония или дисфония, требующая специального психоневрологического и логопедического воздействия.
4.     Спастическая афония возникает при спазматическом сокращении мышц гортани, сужающих голосовую щель. Судороги гортанных мышц делают щель настолько узкой, что у больных полностью пропадает голос. Расстройство голоса возникает вследствие его перенапряжения при чрезмерной громкости, неправильной технике голосоподачи.

## Методика коррекционной работы
Восстановление голоса необходимо начинать как можно раньше. Это предупреждает фиксацию навыка патологического голосоведения и появление невротических реакций, что значительно улучшает прогноз.
В зависимости от этиологии и механизма нарушения голоса при его восстановлении выдвигаются две задачи. Первая задача определяется необходимостью выявления и включения компенсаторных возможностей организма. Компенсация может наступать только с включением значительного числа физиологических компонентов, расположенных в различных частях нервной системы и рабочей периферии, «однако всегда функционально объединенных на основе получения конечного приспособительного эффекта, необходимого в данный момент».
Второй задачей является ликвидация патологического способа голосования, т. е. нужно создать «такую разветвленную систему возбуждений или побуждающих мотивов, которые по силе своих возбуждений значительно превосходили бы силу возбуждения нежелательной деятельности». Для реализации этих задач требуется:
1) активизация функции нервно-мышечного аппарата гортани;
2) предотвращение развития вторичных дефектов голосового аппарата, т. е. появление псевдоорганических наслоений при функциональных расстройствах;
3) положительное воздействие на личность обучающегося для ликвидации психогенных реакций;
4) восстановление утраченных кинестезии голосоведения, т. е. непосредственно самой фонации;
5) восстановление координации дыхания и фонации.
В зависимости от задачи восстановления применяются дифференцированные приемы обучения, однако для всех форм нарушений голоса можно определить общие этапы коррекционной работы:
• рациональная психотерапия;
• коррекция физиологического и фонационного дыхания;
• тренировка кинестезии и координации голосового аппарата фонопедическими упражнениями;
• автоматизация восстановленной фонации.
Перед началом занятий для установления контакта, взаимопонимания выясняется, что является определяющим в настроении и поведении обучающегося, как он относится к своему дефекту. Это позволяет правильно выбрать тактику поведения и приемы убеждения. При первой беседе объясняется сущность нарушения, в доступной форме раскрывается механизм голосообразования, намечаются пути восстановительной работы.
Механическое выполнение упражнений не приведет к положительному результату. Психотерапевтическая направленность осуществляется на протяжении всего обучения. Для взрослых прогноз восстановления должен быть реалистическим. Следует заранее предупредить, что в некоторых случаях функция голосового аппарата не полностью восстанавливается, а голос не всегда достигает нормы. Но обязательно увеличивается его сила, звучность, исчезает утомляемость при речевой нагрузке, нормализуется дыхание.